# ニムロッド (小説)
『ニムロッド』は、上田岳弘による現代小説。文芸誌「群像」の2018年12月号に掲載され、2019年1月に第160回芥川賞を受賞した。

## あらすじ
主人公はシステムエンジニアの中本哲史。ビットコインを採掘する新規事業を任され、サーバーでマイニング（採掘）作業にとりかかる。仮想通貨と『駄目な飛行機コレクション』をモチーフとして、情報化していく不穏な社会を生きる人間が描かれる。

## 登場人物
- 中本哲史　-　サーバー管理会社に勤務しており、社長からビットコインを採掘する新規事業を任される。ビットコインの開発者とされるナカモト・サトシと同姓同名。片目から涙が出る。
- 田久保紀子　-　中本哲史の交際相手。外資系証券会社に勤務し、M&Aなどの業務に従事している。NIPTを受けて中絶、離婚した過去を抱えている。
- 荷室仁　-　中本哲史と同じ東京本社で働いていたが、うつ病になったことがきっかけで実家のある名古屋へ転勤した。作家を目指しており、新人賞の最終選考に3回連続で残っては落選している。中本に「駄目な飛行機コレクション」というメールを送るようになる[10]。

## 評判

### 芥川賞選考委員の選評[11]
髙樹のぶ子は、「ニムロッド」は絶望の物語である。駄目な飛行機を作り続けるという虚しく絶望的な人類の行いが、空っぽの空を支えているという意味で、希望の物語でもあると述べた。
島田雅彦は「文学の王道ともいえる神話の換骨奪胎を複合的にやってみたもの」「ただNAVERまとめに依拠している部分が多すぎるのは手抜き」と評した。
吉田修一は「大げさに言えばシェイクスピア劇の一幕でも見せられているようなカタルシスを味わう」、地上から塔の頂上へと軽々と読者を運んでいく跳躍力と、ダメな飛行機というコミカルなメタファが奇跡的な相乗効果を生み「稀に見る完成度の高い小説」と評価した。
山田詠美は「小説のおもしろさすべてが詰まっている」「すごくエロティックな空気に作品全体が包まれている」と評価した。
奥泉光は、上田岳弘の過去の作品に比べ過剰性が抑えられているのは淋しいが、高い完成度があると評価した。「本編の一番過剰な部分である「駄目な飛行機」がネットのサイトの引用であるところに自分はいくぶん不満を覚えた」とも。
川上弘美は「この物語に適した言葉の選びかた、物語のはこび、細部の描きかた、読者の驚かせかた、などがとても優れていて、小説としての強度を感じます」と評価した。
堀江敏幸は「書くという営為と結ばれる「駄目な飛行機」たちの事例を、参照文献からもっと遠くに飛翔させ、過剰に再編集していたら、言葉の貨物室としての荷室は、さらに重量を増しただろう」と評した。